# Епархия Нашвилла
Епархия Нашвилла (лат. Dioecesis Nashvillensis) — епархия Римско-Католической церкви с центром в городе Нашвилл, США. Епархия Нашвилла входит в митрополию Луисвилла. Кафедральным собором епархии Нашвилла является Собор Воплощения Христова.

## История
28 июля 1837 года Римский папа Григорий XVI издал бреве «Universi Dominici Gregis», которым учредил епархию Нашвилла, выделив её из епархии Бардстона (сегодня — Архиепархия Луисвилла). 19 июля 1850 года епархия Нашвилла вступила митрополию Цинциннати.
10 декабря 1937 года епархия Нашвилла вступила в митрополию Луисвилла.
20 июня 1970 года и 27 мая 1988 года епархия Нашвилла передала часть своей территории епархии Мемфиса и епархии Ноксвилла.

## Ординарии епархии
- епископ Ричард Пиус Майлз[англ.] (28.07.1837 — 21.02.1860)
- епископ Джеймс Уилан[англ.] (21.02.1860 — 12.02.1864)
- епископ Патрик Августин Фихан[англ.] (07.07.1865 — 10.09.1880) — назначен архиепископом Чикаго
- епископ Джозеф Радемахер[англ.] (03.04.1883 — 15.07.1893) — назначен епископом Форт-Уэйна
- епископ Томас Себастьян Бирн[англ.] (10.05.1894 — 04.09.1923)
- епископ Альфонс Джон Смит[англ.] (23.09.1923 — 16.12.1935)
- епископ Уильям Лоуренс Эдриан[англ.] (06.02.1936 — 04.09.1969)
- епископ Джозеф Алоизиус Дюрик[англ.] (10.09.1969 — 02.04.1975)
- епископ Джеймс Даниэль Нидергесес[англ.] (08.04.1975 — 13.10.1992)
- епископ Эдвард Урбан Кмец[англ.] (13.10.1992 — 12.08.2004) — назначен епископом Буффало
- епископ Дэвид Рэймонд Чоби[англ.] (20.12.2005 — 03.06.2017)
- епископ Джозеф Марк Сполдинг[англ.] (с 21.11.2017)

## Источник
- Annuario Pontificio, Libreria Editrice Vaticana, Città del Vaticano, 2003, ISBN 88-209-7422-3
- Бреве Universi Dominici Gregis, Bullarium pontificium Sacrae congregationis de propaganda fide, т. V, Romaeб 1841, стр. 163  (лат.)